# Fortaleza de Borraxeiros

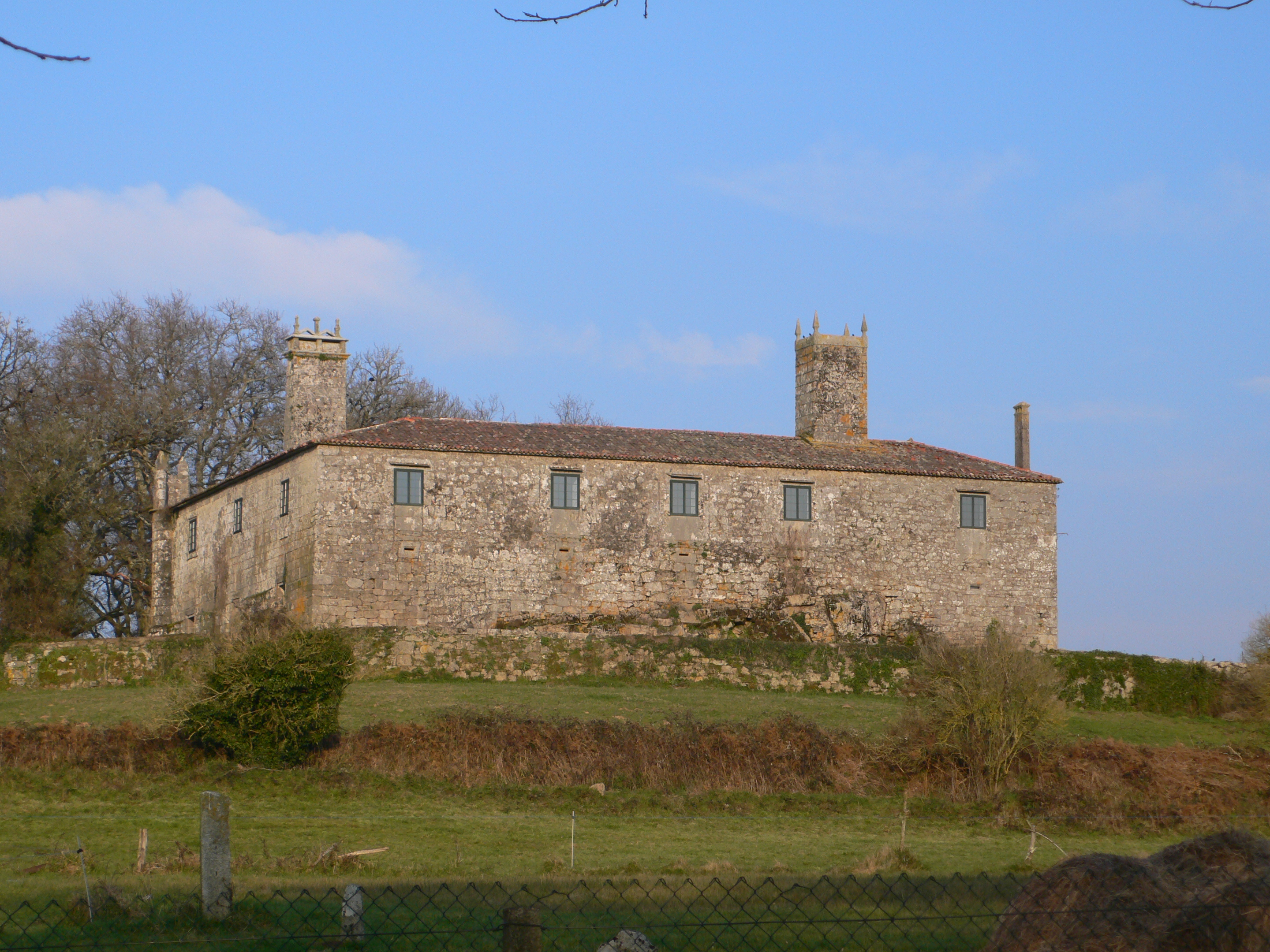
Vista posterior

A fortificação-paço de Borraxeiros (em português, Borrageiros) encontra-se numa elevada colina situada na paróquia de San Cristovo de Borraxeiros. Pertencente ao concelho pontevedrino de Agolada, na Comunidade Autônoma da Galiza (Espanha), nas proximidades da Serra do Farelo, limite oriental entre as províncias de Pontevedra e Lugo.

## História
Desconhece-se a data e o construtor original. Provavelmente tenha sido levantada, segundo defendem alguns investigadores, à época da Reconquista e a sua história está profundamente ligada à Terra de Ventosa.
Pertenceu a Vasco López de Ulloa e depois a Lope Sánchez de Ulloa, 1º Conde de Altamira, ao que em 1459 o arcebispo de Santiago de Compostela Rodrigo de Luna prometera o título.
Na segunda metade do século XV durante a Grande Guerra Irmandinha a praça-forte foi derrubada pelos rebeldes, figurando entre as fortificações derrubadas pelos irmandinhos elaborado pelo Licenciado Molina na sua obra “Descripción del Reino de Galicia”.
Entre os privilégios sobre os vizinhos com os que contavam os condes de Borraxeiros está o direito de lutuosa, ou o direito a receber dois capões cevados por cada vizinho que fizesse fogo.
No presbitério da românica igreja paroquial de São Cristóvão encontra-se a estátua orante do século XVII, sepulcro do conde de Borraxeiros Antonio Salgado Gundín.

### Heráldica
A pedra armeira da linhagem dos Borraxeiros apresenta uma árvore de sinople em campo de gules perfilado de prata e detrás uma barra de ouro, e a bordura também em ouro.

## Características
Situa-se num local privilegiado que faz com que as condições defensivas sejam muito favoráveis.
Num documento do século XVIII conserva-se uma descrição da fortificação, na qual se relata que possuía fortes muralhas ameadas.
Na atualidade configura-se numa fachada ameada de duas plantas, com interessante porta neoclássica e cheminé barroca, grande varanda interior, pátio de armas e capela.
No lado oeste são perceptíveis os alicerces da possível torre de menagem, no leste um fosso e contra-fosso cheio de água.
As construções chegadas até os nossos dias são o fruto das obras levadas a cabo durante o reinado de Filipe II de Espanha no lugar que ocupava uma antiga fortificação derrubada pelos irmandinhos. A reconstrução na qual se aproveitou parte dos elementos da antiga edificação deu-lhe a atual estrutura palaciana.
Apresenta planta retangular com um pátio interior. A fachada principal está ladeada por duas torres semicirculares e apresenta ameado beiril, elementos medievais reaproveitados.